# Ewald Wollny

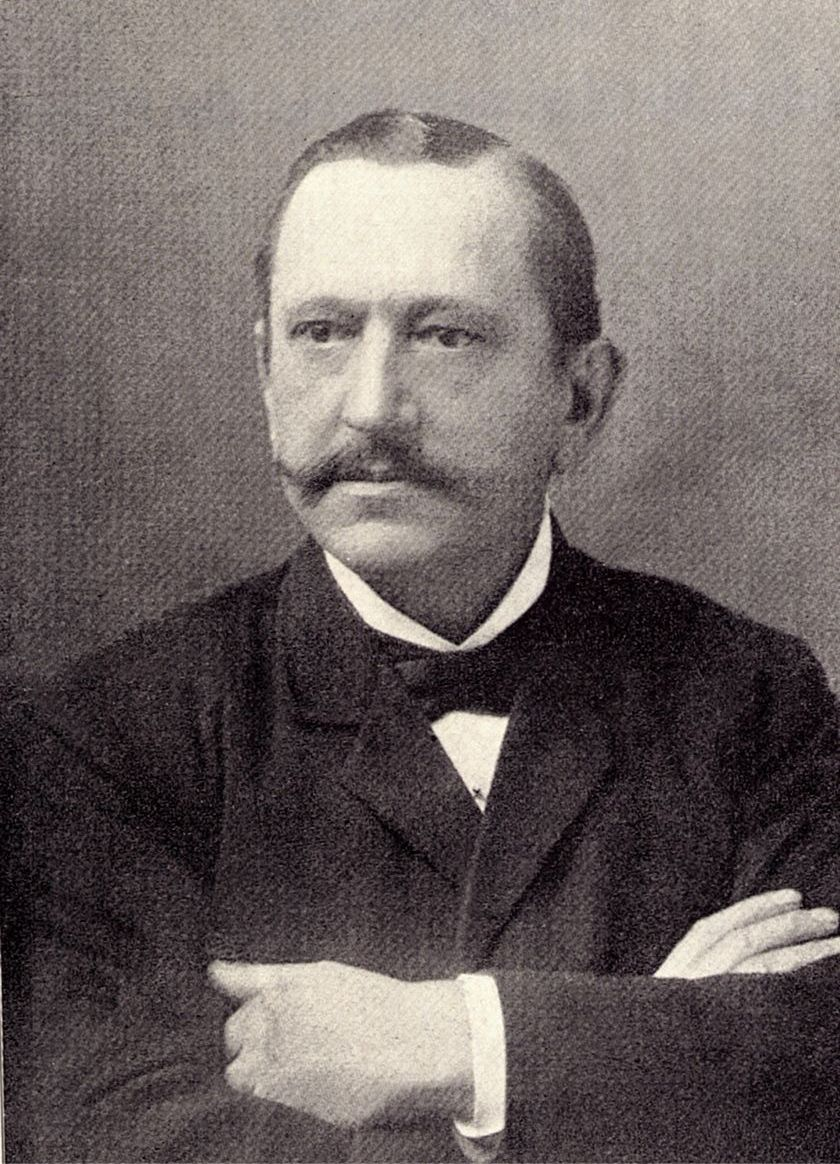
Ewald Wollny

Martin Ewald Wollny (* 20. März 1846 in Berlin; † 8. Januar 1901 in München) war ein deutscher Agrarwissenschaftler.  
Im letzten Drittel des 19. Jahrhunderts hat er dem damals stark agrikulturchemisch ausgerichteten Landbau eine agrikulturphysikalische Lehr- und Forschungskonzeption an die Seite gestellt. Er gilt als Begründer der Agrikulturphysik.             

## Lehrzeit und Studium
Ewald Wollny war der Sohn eines Geheimen Oberfinanzrates. Er besuchte zunächst ein Gymnasium und anschließend die Berliner Gewerbeschule. Seit seiner frühesten Jugend galt sein Interesse der Landwirtschaft. Nach einer dreijährigen praktischen Lehrzeit auf den Gütern Deutsch-Neudorf in Schlesien und Hohenschönhausen bei Berlin studierte er von 1866 bis 1868 an der Landwirtschaftlichen Akademie Proskau in Oberschlesien. Die Abschlussprüfung bestand er mit Auszeichnung. Dann arbeitete er ein Jahr lang als Verwalter auf einer Domäne in Wanzleben bei Magdeburg.
Im Sommersemester 1869 setzte er sein Landwirtschaftsstudium an der Universität Halle fort und wechselte dann an das neu gegründete Landwirtschaftliche Institut der Universität Leipzig. 1870 wurde er dort mit einer Arbeit über Fett- und Fleischbildung im tierischen Organismus zum Dr. phil. promoviert.

## Professor für Pflanzenproduktionslehre
Nach kurzer Assistentenzeit bei dem Agrarwissenschaftler Adolph Blomeyer in Leipzig wurde Wollny im Frühjahr 1871 als „Lehrer für Landwirthschaft“ nach Proskau berufen. Hier beschäftigte er sich zunächst mit Fragen der Tierzucht, doch alsbald wurde der Pflanzenbau sein eigentliches Lehr- und Forschungsgebiet. Die kritische Auswertung aller an dieser landwirtschaftlichen Akademie seit 1851 durchgeführten Feldversuche war für ihn ein besonderes Anliegen.
Im September 1872 folgte Wollny einem Ruf an die neu gegründete landwirtschaftliche Abteilung der Technischen Hochschule München. Als a. o. Professor sollte er vorrangig das Fachgebiet Pflanzenproduktionslehre vertreten. In den 28 Jahren seiner Lehrtätigkeit, seit 1880 als o. Professor, hielt er Vorlesungen über Ackerbau, Wiesenbaukunde, Urbarmachung von Böden sowie über Landtechnik. Für seine Forschungstätigkeit stand ihm ein Versuchsfeld zur Verfügung, das er jedoch wegen der baulichen Erweiterung Münchens zweimal völlig neu anlegen musste.

## Eine neue Forschungsrichtung im Pflanzenbau
Zwischen 1840 und 1870 waren unter dem dominierenden Einfluss Justus von Liebigs die Ziele und Aufgaben der Landbauforschung eindeutig agrikulturchemisch ausgerichtet. Man glaubte allein mit den Mitteln und Methoden der Chemie die Erträge der Kulturpflanzen zu steigern. Pflanzenbauliche Versuche in jener Zeit waren deshalb vor allem Düngungsversuche.
Auf die große Bedeutung der physikalischen Bodeneigenschaften und der Witterung für das Wachstum der Kulturpflanzen hatten zwar bereits zahlreiche Wissenschaftler aufmerksam gemacht, doch eine gezielte Forschung darüber, wie sich Bodenstruktur, Bodenwasser, Bodenwärme und Bodenluft oder Regen, Schnee, Verdunstung und Licht auf das Wachstum der Kulturpflanzen auswirken, gab es nur in zaghaften Ansätzen.
Wollnys primäres Ziel seiner Forschungstätigkeit in München war es, der Agrikulturchemie eine wissenschaftlich fundierte Agrikulturphysik an die Seite zu stellen. In seinen ersten Feldversuchen konnte er überzeugend nachweisen, dass das Aufbringen von Stroh oder von anderen organischen Stoffen auf die Ackerflächen die physikalischen Bodeneigenschaften deutlich verbessert und vor allem den Humusgehalt und damit auch die Bodenfruchtbarkeit erhöht. Durch die Erkenntnisse aus diesen Versuchen wurde Wollnys Versuchsfeld weit über die Landesgrenzen Bayerns hinaus berühmt. Viele Wissenschaftler und Landwirte besuchten fortan seine „klassische Arbeitsstätte der Pflanzenbauwissenschaft“ und erhielten nachhaltige Anregungen.

## Herausgeber einer Fachzeitschrift
Da Wollny offenbar Schwierigkeiten hatte, die Ergebnisse seiner umfangreichen Forschungstätigkeit in landwirtschaftlichen Zeitschriften zu veröffentlichen, gründete er 1878 ein eigenes Publikationsorgan, die „Forschungen auf dem Gebiete der Agrikultur-Physik“. Bis 1898 hat er 20 Bände herausgegeben und redaktionell betreut. Während dieser Zeit war seine Zeitschrift das zentrale Publikationsorgan für alle Forschungen auf dem Gebiet der Agrikulturphysik.
Nach dem Wissenschaftsverständnis Wollnys gehören zur Agrikulturphysik drei Teilgebiete: die „Physik des Bodens“, die „Physik der Pflanze“ und die „Agrar-Meteorologie“. In dieser thematischen Reihenfolge hat Wollny alle Beiträge in den Einzelheften der 20 Bände publiziert. Er selbst ist mit über 100 eigenen Beiträgen vertreten. Der Wert dieser Zeitschrift liegt aber nicht allein in den Originalarbeiten, sondern auch in dem umfangreichen Referateteil. Somit sind diese 20 Bände zugleich eine wertvolle Bibliographie über die Agrikulturphysik in jener Zeit.

## Forschungsschwerpunkte
Wollny betrachtete die von ihm konzipierte Agrikulturphysik als eine Grund- bzw. Hilfswissenschaft für die Pflanzenproduktionslehre. Schwerpunkte seiner bodenphysikalischen Versuchstätigkeit waren Untersuchungen über Bodentemperatur, Bodenfarbe, Bodenstruktur, Bodenluft und Bodenverdichtungen. Besonders eingehend studierte er Fragen des Bodenwasserhaushaltes. Er untersuchte die kapillare Leitung des Wassers im Boden, die Wasserkapazität der verschiedenen Bodenarten, die Sickerwasserbewegung im Boden, die Bodenverdunstung in ihrer Abhängigkeit von der Bodenbedeckung und den Wasserverbrauch landwirtschaftlicher Kulturpflanzen bei unterschiedlichen Witterungsbedingungen. 
Ein weiterer Schwerpunkt seiner Forschungstätigkeit waren Versuche über den Einfluss des Standraumes, der Saattiefe und der Behäufelungskultur auf die Erträge der Kulturpflanzen. Beachtenswert sind auch seine ertragsphysiologischen Studien, z. B. seine Experimente über den Einfluss des Anwelkens des Kartoffelpflanzgutes auf den Knollenertrag. Wiederholt untersuchte er den Einfluss der Unkräuter auf das Wachstum der Kulturpflanzen. Er konnte nachweisen, dass die Kulturpflanzen in ihrem Wachstum vor allem dadurch geschädigt werden, dass die Unkräuter als Lichtkonkurrenten auftreten und dem Boden erhebliche Mengen an Wasser entziehen. 
Besondere Aufmerksamkeit widmete Wollny dem Wasserhaushalt der Kulturlandschaft. Er machte konkrete Vorschläge, Hochwasserschäden durch den Erhalt der Wälder, Anlegen von Grasflächen an Gebirgsabhängen, Errichtung von Sammelteichen und durch den Bau von Kanälen zu vermindern. Nur eine sachgerechte Bodenkultur, also eine den lokalen Gegebenheiten angepasste Bedeckung des Bodens mit Pflanzen könne die Extreme im Wasserhaushalt der Kulturlandschaft ausgleichen und damit großflächige Boden- und Nährstoffausträge reduzieren.

## Untersuchungen zur „Regenwurm-Frage“
Vor 1870 glaubten die meisten Wissenschaftler, dass die Regenwürmer Pflanzenschädlinge sind. Der Kieler Physiologe Victor Hensen und der englische Naturforscher Charles Darwin („Die Bildung der Ackererde durch die Tätigkeit der Würmer“), die die Lebensweise der Regenwürmer intensiv studiert hatten, konnten sich dieser weitverbreiteten Lehrmeinung allerdings nicht anschließen. Sie waren von der Nützlichkeit dieser Tiere für die Erhaltung und Vermehrung der Bodenfruchtbarkeit überzeugt und veröffentlichten 1881/1882 darüber mehrere Beiträge.
Wollny, der diese Veröffentlichungen in seiner Zeitschrift „Forschungen auf dem Gebiete der Agrikultur-Physik“ rezensierte, war mit den Schlussfolgerungen beider Wissenschaftler zunächst gar nicht einverstanden. Er versuchte deshalb ab 1883 diese These von der Nützlichkeit der Regenwürmer mit eigenen Experimenten zu widerlegen. In Kleingefäßen auf unterschiedlichen Bodenarten ließ er mit und ohne Regenwurmbesatz eine Vielzahl von Kulturpflanzenarten bis zur Reife heranwachsen.
Doch nach mehrjährigen Versuchen musste Wollny schließlich eingestehen, dass alle seine Experimente „ein überraschendes Resultat zu Gunsten der Wirkung der Würmer“ erbracht hatten. In keinem seiner Versuche konnte er durch Regenwürmer verursachte Schäden an den Kulturpflanzen feststellen. Die Pflanzenerträge waren in den mit Würmern besetzten Versuchsgefäßen stets deutlich höher als in den wurmfreien Gefäßen. Gleichzeitig wurde die Krümelstabilität und die Durchlässigkeit für Wasser und Luft der Böden durch das Vorhandensein von Regenwürmern verbessert. 
1890 veröffentlichte Wollny seine Befunde in seiner Zeitschrift „Forschungen auf dem Gebiete der Agrikulturphysik“. Dieser Beitrag hatte Signalwirkung. Viele Wissenschaftler und Landwirte untersuchten fortan verstärkt die ackerbauliche Bedeutung der Regenwürmer. Die Richtigkeit der Befunde Wollnys (und damit auch die von Victor Hensen und Charles Darwin) wurde auch unter Praxisbedingungen immer wieder bestätigt: Regenwürmer sind keine Schädlinge, sondern wertvolle Nützlinge im Landbau.

## Ein Leben für Wissenschaft und Praxis
Wollny war seit 1872 verheiratet. Er war Vater von zwei Kindern. Sein Sohn Walter (1872–1911) studierte Landwirtschaft, promovierte an der Universität Halle/Sa. und war später als praktischer Landwirt tätig. Ewald Wollny verstarb bereits im Alter von 55 Jahren. Ein Nierenleiden und eine Erkrankung des Gefäßsystems führten zu seinem frühzeitigen Tod. Seine letzte Ruhestätte fand er auf dem Nordfriedhof in München.
Disziplinhistorisch war Wollny vorrangig Pflanzenbauwissenschaftler, für den es zu den Selbstverständlichkeiten gehörte, die aus den Ergebnissen seiner experimentellen Forschungen abgeleiteten praktischen Schlussfolgerungen unmittelbar an die Landwirte weiterzugeben. Fast alle wissenschaftlichen Beiträge, die Wollny in seinen „Forschungen auf dem Gebiete der Agrikultur-Physik“ veröffentlichte, hat er den Bedürfnissen der Praxis entsprechend umgestaltet und oft zeitgleich in den führenden landwirtschaftlichen Wochenzeitungen publiziert.
Durch diese produktive schriftstellerische Tätigkeit galt Wollny weit über die Grenzen Bayerns hinaus als ein vorbildlicher Wissenschaftler für die landwirtschaftliche Praxis. Seine aus Forschungsergebnissen abgeleiteten Ratschläge sollten die Landwirte auch ein wenig zum Nachdenken anregen und sie vor allem dazu bewegen, bei ihren pflanzenbaulichen Maßnahmen die lokalen Standortverhältnisse stärker zu berücksichtigen.
Ewald Wollny hat mit seinen experimentellen Arbeiten auf dem Gebiet der Agrikulturphysik die grundlegenden wissenschaftlichen Beweise geliefert, dass neben chemischen Faktoren auch die physikalischen Standortbedingungen das Wachstum der Kulturpflanzen nachhaltig beeinflussen. Das Kuratorium der Liebig-Stiftung verlieh ihm 1892 die Goldene Liebig-Medaille, seinerzeit die höchste Auszeichnung auf dem Gebiet des Landbaus.

## Wichtigste Publikationen
- Über die Anwendung der Elektricität bei der Pflanzenkultur. Für die Bedürfnisse der Landwirthschaft und des Gartenbaues dargestellt. Verlag Theodor Ackermann, München 1883.
- Saat und Pflege der landwirthschaftlichen Kulturpflanzen. Handbuch für die Praxis. Verlag von Paul Parey, Berlin 1885.
- Die Kultur der Getreidearten mit Rücksicht auf Erfahrung und Wissenschaft. Carl Winter´s Universitätsbuchhandlung, Heidelberg 1887. 2. unveränderte Aufl. ebd. 1891.
- Die Zersetzung der organischen Stoffe und die Humusbildungen mit Rücksicht auf die Bodenkultur. Carl Winter´s Universitätsbuchhandlung, Heidelberg 1897. (Digitalisat)
- Forschungen auf dem Gebiete der Agrikultur-Physik. Herausgegeben von Dr. E. Wollny, Professor in München. Carl Winter´s Universitätsbuchhandlung Heidelberg. Bd. 1–20, 1878–1898.